# 康拉德二世 (士瓦本)
康拉德二世（德語：Konrad II von Hohenstaufen，1172年—1196年8月15日）初時在1188年被封為羅滕堡公爵，從1191年到他去世為止為士瓦本公爵。他是神聖羅馬皇帝紅鬍子腓特烈一世與他的妻子勃艮第的比阿特麗克絲的第五子。

## 生平
约1170年，他的三哥康拉德被改名为腓特烈后，这个在霍亨斯陶芬皇朝有着悠久传统的名字被释放出来，留给了一个年幼的儿子。
康拉德的父亲授予他士瓦本公爵腓特烈四世于1167年去世后转入德意志王室名下的原法兰克王国的领地；这当然最迟发生在1188年，当时他第一次被称为罗滕堡公爵。此外，这位年轻的皇子还获得了巴伐利亚州魏森堡和海布的土地。
1188年4月23日，腓特烈一世与卡斯蒂利亚国王阿方索八世签订《塞利根施塔特和约》，约定康拉德与阿方索唯一在世的孩子和推定继承人貝倫加利亞订婚。康拉德前往卡斯蒂利亚，在卡里翁德洛斯孔德斯庆祝订婚，1188年7月他被封为骑士，成为新主和准岳父阿方索八世的仆从。条约文件和婚约强调贝伦加利亚的女继承人地位，当其父和所有没有孩子的兄弟们去世后，贝伦加利亚将继承卡斯蒂利亚王位。康拉德将只能作为其丈夫共治，卡斯蒂利亚不会成为神圣罗马帝国的一部分。此外，如果阿方索八世驾崩，他不能为自己要求王位，但贝伦加利亚缺席时，在她抵达前，他有义务守护王国。该条约还记录了未来君主和贵族之间的传统权利和义务。
由于新娘年龄小，婚礼从未隆重举行。此外，康拉德和贝伦加利亚从未见过面：1190年圣诞节那天，根据婚约，贝伦加利亚本应抵达德国，但这并没有发生。教宗雷定三世不希望霍亨斯陶芬皇朝扩大其对伊比利亚诸王国的影响，并且在1191年秋天贝伦加利亚（毫无疑问，受到第三方的影响，例如她的外祖母阿基坦的埃莉诺，她无意让一个霍亨斯陶芬家族成员作为她法国封地的邻居）要求取消订婚时，教宗很快同意：1192年初，托莱多大主教冈萨洛和教宗使节、圣安吉洛红衣主教执事格雷戈尔取消了订婚，理由是新娘反对延续这一关系。
1191年4月15日，康拉德出席他兄長神聖帝國皇帝亨利六世在羅馬的加冕儀式。然後，他随军出征西西里王国。因8月疟疾爆发，战斗在那不勒斯停止。意大利发布的文件表明康拉德参战。
康拉德的哥哥士瓦本公爵腓特烈六世于1191年1月在第三次十字军东征中死于阿卡。根据1191年《圣布拉西恩的奥托编年史》，亨利六世从意大利返回后，将施瓦本公国封给了弟弟康拉德。《编年史》还将康拉德描述为“一个完全被通奸、乱伦、污秽和一切肮脏占据的人；然而，他在战斗中精力充沛、勇敢，对朋友慷慨大方。”
在1192年5月24日的皇家宪章中，他在沃姆斯的一个宫廷收到了他的剑“尾巴”，他第一次以施瓦本公爵的身份出现，从那时起，他以前的罗滕堡公爵头衔就不再使用了。
在1194—95年亨利六世的意大利战争期间，康拉德似乎一直在施瓦本和法兰克尼亚担任国王的副手。这是从康拉德在这一时期签署的塞勒姆和斯坦加登修道院的文件中得出的。

## 去世
康拉德去世时只有24岁，即使按照中世纪的标准，他也很年轻。《马尔巴赫年表》将康拉德的逝世日期定为1196年8月15日。康拉德的早逝使他无法继承他的兄长亨利六世，亨利六世仅一年后于1197年9月在墨西拿去世。他的幼弟菲利普接替他成为施瓦本公爵，并于1198年成为霍亨斯陶芬皇朝的下一任国王。
根据《乌尔斯堡的伯查德编年史》，康拉德在一次对抗策林根公爵贝托尔德五世的战役中死于杜拉赫，并被安葬在洛尔希修道院。这部编年史不确定他是被一名被他强奸的妇女杀害的，还是被她的丈夫杀害的。但《康拉德·冯·舍耶恩年表》明确记载，他被一个他试图强奸的女孩咬了左乳头；虽然伤口越来越大，但他不想接受治疗，三天后死亡。其他称他死于奥彭海姆、葬在施派尔的报道被认为是不准确的。
康拉德的葬所洛尔希修道院是霍亨斯陶芬皇朝的墓地，由他的曾祖父士瓦本公爵腓特烈一世捐赠。1475年，修道院院长尼古拉斯·申克·冯·阿尔贝格将埋葬在洛尔希的所有霍亨斯陶芬家族遗骸转移到一处晚期哥特式坟墓，该教堂现在位于洛尔希修道院教堂的中央中堂。